# Communauté de communes de Seine-École
La communauté de communes de Seine-École est une ancienne communauté de communes française, située dans le département de Seine-et-Marne en région Île-de-France.

## Historique
Créée le 4 décembre 2001

, la Communauté de communes de Seine-École se substitue au district de même nom créé le 26 avril 1974.
Elle a intégré au 1er janvier 2016 la communauté d'agglomération Melun Val de Seine.

## Composition
Elle regroupait 2 communes adhérentes au 1er janvier 2015:
| Nom                              | Code Insee | Gentilé         | Superficie (km2) | Population (dernière pop. légale) | Densité (hab./km2) |
| -------------------------------- | ---------- | --------------- | ---------------- | --------------------------------- | ------------------ |
| Saint-Fargeau-Ponthierry (siège) | 77407      | Thierrypontains | 16,57            | 13 974 (2014)                     | 843                |
| Pringy                           | 77378      | Pringiaciens    | 4,10             | 2 800 (2014)                      | 683                |

## Administration
La communauté est administrée par un conseil communautaire constitué de conseillers municipaux des communes membres.
- Mode de représentation: égalitaire
- Nombre total de délégués: 16 (2013)
- Nombre de délégués par commune: 8 délégués par commune.
- Soit en moyenne: 1 délégué pour 935 habitants

### Liste des présidents
| Période    | Période       | Identité              | Étiquette | Qualité                                      |
| ---------- | ------------- | --------------------- | --------- | -------------------------------------------- |
| ?          | avril 2014    | Jean-Claude Arliguie  |           | Ingénieurr adjoint au maire de Pringy        |
| avril 2014 | Décembre 2015 | Jean-François Lemesle |           | adjoint au maire de Saint-Fargeau-Ponthierry |

### Siège
70 bis avenue de Fontainebleau, 77310 Saint-Fargeau-Ponthierry